# Beta Arietis
Beta Arietis (Sheratan, β Ari) – druga co do jasności, niebieskobiała, gwiazda w gwiazdozbiorze Barana (wielkość gwiazdowa: 2,65m), odległa od Słońca o około 59 lat świetlnych.

## Nazwa
Gwiazda ta ma tradycyjną nazwę Sheratan, która wywodzi się z języka arabskiego, wyrażenie ‏الشراطان‎ aš-šarāţān oznacza „dwie rzeczy”. Nazwa ta utraciła swoje pierwotne znaczenie, oryginalnie odnosiła się do dwóch gwiazd, Beta Arietis i Gamma Arietis (Mesarthim). Grupa robocza Międzynarodowej Unii Astronomicznej do spraw uporządkowania nazewnictwa gwiazd zatwierdziła użycie nazwy Sheratan dla określenia tej gwiazdy.

## Właściwości fizyczne
Jest to układ spektroskopowo podwójny, w skład którego wchodzą Beta Arietis A i Beta Arietis B. Składniki te udało się rozdzielić za pomocą interferometrii. Towarzysz B okrąża większy w czasie 106,9973 dnia po bardzo wydłużonej orbicie o mimośrodzie 0,892. Cały układ świeci około 22 razy jaśniej od Słońca.
Większy składnik (Beta Arietis A) należy do typu widmowego A5. Temperatura jej powierzchni to około 8200 K. Masa tej gwiazdy jest dwa razy większa od masy Słońca. Wyświeca ona 95% promieniowania emitowanego przez układ. Jej towarzysz, Beta Arietis B to gwiazda o typie widmowym G i masie 1,02 masy Słońca. Ze względu na dużą ekscentryczność orbit gwiazdy zbliżają się na odległość 0,08 au i oddalają na 1,2 au.